# Thita philippinensis
Thita philippinensis är en skalbaggsart som beskrevs av Stefan von Breuning 1973. Thita philippinensis ingår i släktet Thita och familjen långhorningar.
Artens utbredningsområde är Filippinerna. Inga underarter finns listade i Catalogue of Life.